# Забужко, Оксана Стефановна
Окса́на Стефа́новна Забу́жко (укр. Оксана Стефанівна Забужко; род. 19 сентября 1960, Луцк) — советская и украинская писательница и поэтесса. Кандидат философских наук. Член Союза писателей СССР (с 1987). 
Лауреат Шевченковской премии. Почётный гражданин Киева. 
В 2023 году включена в список 100 самых вдохновляющих и влиятельных женщин мира, составленный Би-би-си.

## Биография
Окончила философский факультет (1982) и аспирантуру (1985) Киевского университета. Защитила кандидатскую диссертацию на тему «Эстетическая природа лирики как направления искусства».

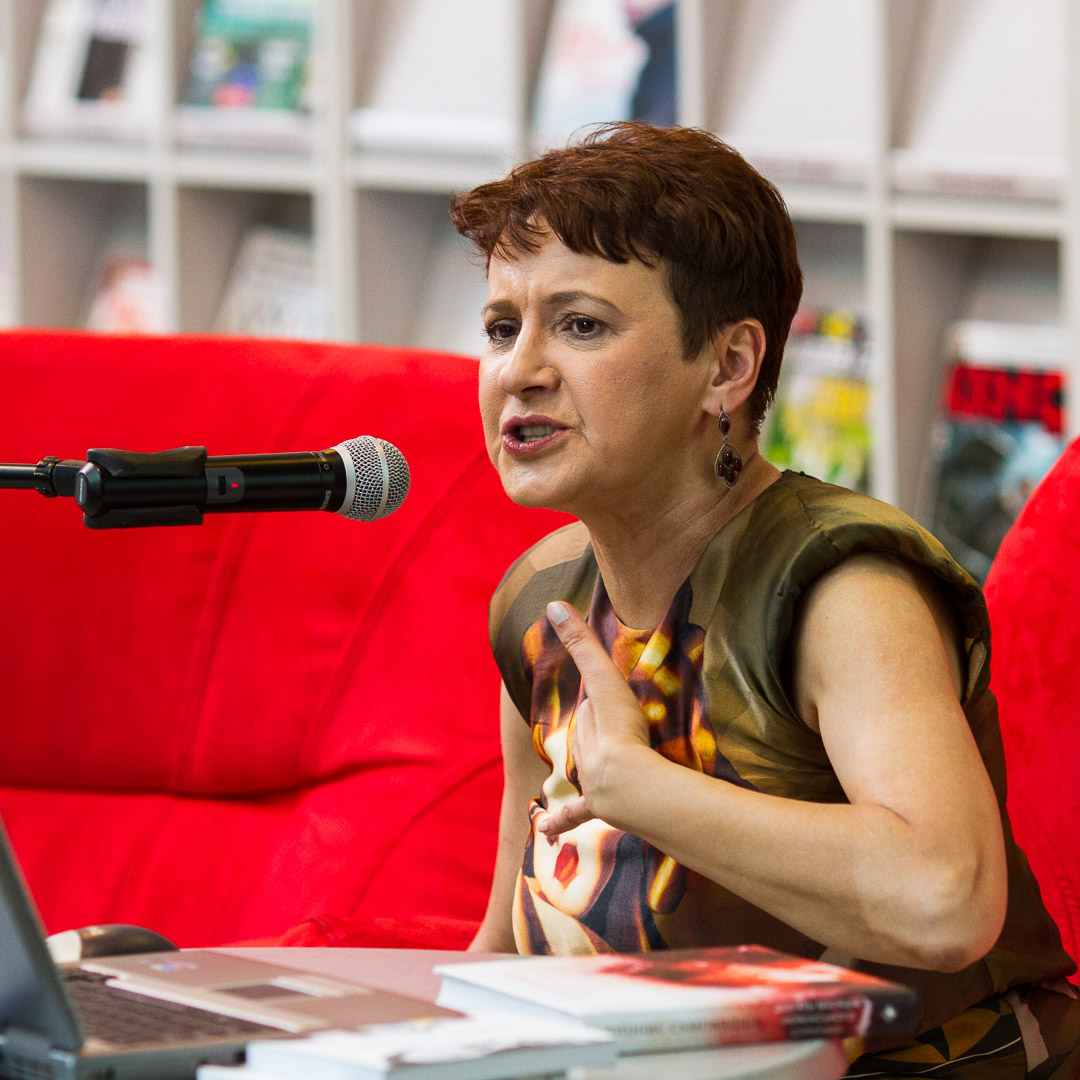
Забужко на Месяце авторского чтения 2015 во Вроцлаве

В 1987 году вступила в КПСС. Работала преподавателем эстетики в Киевской консерватории. С 1989 года — старший научный сотрудник Института философии НАН Украины.
В 1992 году Оксана Забужко преподавала украинистику в университете штата Пенсильвания как приглашённый писатель. 
В 1994 году получила стипендию Фонда Фулбрайта и преподавала в Гарвардском и Питтсбургском университетах.
В 2014 году лидер общественного движения «Украинский выбор» Виктор Медведчук выиграл суд против Оксаны Забужко. Медведчук обвинил Забужко в клевете, а именно в распространении информации о том, что он якобы был причастен к разгону Евромайдана 30 ноября — 1 декабря 2013 года.
В июне 2018 года поддержала открытое письмо деятелей культуры, политиков и правозащитников с призывом к мировым лидерам выступить в защиту заключенного в России украинского режиссера Олега Сенцова и других политзаключенных.
8 марта 2022 года Забужко стала первым человеком, не являющимся ни гражданином ЕС, ни должностным лицом, выступившим на пленарном заседании Европейского парламента в Страсбурге.

## Основные сочинения

### Стихотворные сборники
| Год  | Название                | Оригинальное название     |
| ---- | ----------------------- | ------------------------- |
| 1985 | Майский иней            | Травневий іній            |
| 1990 | Дирижёр последней свечи | Дириґент останньої свічки |
| 1994 | Автостоп                | Автостоп                  |
| 2000 | Новый закон Архимеда    | Новий закон Архімеда      |
| 2005 | Вторая попытка          | Друга спроба              |

### Романы
| Год  | Название                               | Оригинальное название                    |
| ---- | -------------------------------------- | ---------------------------------------- |
| 1996 | Полевые исследования украинского секса | Польові дослідження з українського сексу |
| 2009 | Музей брошенных секретов               | Музей покинутих секретів                 |

### Сборники рассказов и повести
| Год  | Название                 | Оригинальное название      |
| ---- | ------------------------ | -------------------------- |
| 1992 | Инопланетянка            | Інопланетянка              |
| 2000 | Сказка о калиновой дудке | Казка про калинову сопілку |
| 2003 | Сестра, сестра           | Сестро, сестро             |

### Философия, литературоведение, эссеистика
| Год  | Название                                                             | Оригинальное название                                                    |
| ---- | -------------------------------------------------------------------- | ------------------------------------------------------------------------ |
| 1990 | Две культуры                                                         | Дві культури                                                             |
| 1992 | Философия украинской идеи и европейский контекст: франковский период | Філософія Української ідеї та європейський контекст: франківський період |
| 1997 | Шевченковский миф Украины                                            | Шевченків міф України                                                    |
| 1999 | Хроники Фортинбраса                                                  | Хроніки від Фортінбраса                                                  |
| 2005 | Let my people go. 15 текстов об украинской революции                 | Let my people go. 15 текстів про українську революцію                    |
| 2007 | Notre Dame d’Ukraine: Украинка в конфликте мифологий                 | Notre Dame d’Ukraine: Українка в конфлікті міфологій                     |

## Награды
- Орден княгини Ольги III степени (16 января 2009 года) — за весомый личный вклад в дело консолидации украинского общества, построение демократического, социального и правового государства и по случаю Дня Соборности Украины.[7]
- Кавалер ордена Почётного легиона (14 июля 2023 года, Франция)[8]
- Почётный гражданин Киева (2024)[9]
- Национальная премия Украины имени Тараса Шевченко (7 марта 2019 года) — за книгу «И снова я влезаю в танк…»[10].
- Премия фонда Антоновичей (2009)
- Поэтическая премия Global Commitment Foundation (1997)
- Премия Фонда им. Гелен Щербань-Лапика (1996)
- Премия Фонда Ковалевых (1997)
- Премия Фонда Рокфеллера (1998)
- Премия Департамента культуры г. Мюнхена (1999)
- Премия Фонда Ледиг-Ровольт (2001)
- Награда департамента культуры г. Грац (2002)
- Роман Оксаны Забужко «Музей покинутих секретів» назван журналом «Корреспондент» лучшей украинской книгой-2010.[11] В 2013 он был отмечен Литературной премией Центральной Европы «Angelus».

## Переводы
Произведения Оксаны Забужко переведены более, чем на десять языков.
- О. С. Забужко, Полевые исследования украинского секса (роман), Инопланетянка (повесть), Девочки, Альбом для Густава (рассказы) — М: АСТ, Перевод с украинского и примечания Елены Мариничевой. — 2007;